# ビビアーノ・フェルナンデス
ビビアーノ・フェルナンデス（Bibiano Fernandes、1980年3月30日 - ）は、ブラジルの男性柔術家、元総合格闘家。アマゾナス州マナウス出身。ファイトチーム・ビビアーノ所属。ブラジリアン柔術黒帯。元ONE世界バンタム級王者。元DREAMバンタム級王者。元DREAMフェザー級王者。ONE殿堂入り。
極めの速さから「ザ・フラッシュ」の異名を持つ。スピーディーな動きで相手を翻弄し、一瞬の隙を突いて関節技を極める。

## 来歴
13歳からブラジリアン柔術を始めて、世界柔術選手権、ブラジル選手権での優勝など数々の柔術大会で実績を残す。
2003年11月1日、日本で開催されたプロ柔術「DESAFIO」でアギナルド・タバ・マサオと対戦し、開始24秒三角絞めで一本勝ち。
2004年7月29日、ブラジル・サンパウロで開催されたプロ柔術「DESAFIO 2」で渡辺孝と対戦し、6-4のポイント勝ち。
2004年10月23日、Jungle Fight 3で総合格闘技デビュー。ルイス・フィゴラにチョークスリーパーで一本勝ち。
2005年4月、プロ柔術 Gi-06で行われたGiペナ級ワールドカップトーナメントに出場。準決勝で小室宏二、決勝で植松直哉に勝利し、優勝を果たした。
2005年10月19日、カリフォルニア州で行われたヒクソン・グレイシー主催のブドーチャレンジ60kg未満級に参戦。1回戦でエドワード・サンチェスに三角絞めで一本勝ちし、決勝でも勝村周一朗に三角絞めで一本勝ちし、優勝。
2006年10月28日、KOTC世界バンタム級（-66kg）タイトルマッチでユライア・フェイバーと対戦。バックマウントを奪うなど有利に試合を進めたが、フェイバーの肘打ちで額をカットし、ドクターストップでTKO負けを喫し王座獲得に失敗した。
2007年9月17日、初参戦となったHERO'Sで山本"KID"徳郁と対戦し、腕ひしぎ十字固めを極めかけるなどしたが、判定負け。

### DREAM
2009年3月8日、DREAM初参戦となったDREAM.7のフェザー級（-63kg）グランプリ1回戦で大塚隆史と対戦し、判定勝ちを収めた。
2009年5月26日、DREAM.9のフェザー級グランプリ2回戦で今成正和と対戦し、判定勝ちを収めた。
2009年10月6日、DREAM.11のフェザー級グランプリ準決勝でジョー・ウォーレンと対戦し、開始42秒腕ひしぎ十字固めで一本勝ち。続く決勝では高谷裕之に判定勝ちを収め優勝を果たし、初代DREAMフェザー級王座に認定された。
2010年3月22日、DREAM.13のフェザー級タイトルマッチでヨアキム・ハンセンと対戦。主に打撃の攻防となり、一進一退だったが2-1の判定勝ちを収め王座の初防衛に成功した。
2010年12月31日、Dynamite!! 〜勇気のチカラ2010〜で行なわれたDREAMフェザー級王座の2度目の防衛戦で高谷裕之の挑戦を受け、0-3の判定負けで王座から陥落した。連勝が7で止まった。
2011年9月24日、DREAM.17のバンタム級世界トーナメント1回戦でDEEPバンタム級王者の大塚隆史と対戦し、チョークスリーパーで一本勝ちを収めた。
2011年12月31日、元気ですか!! 大晦日!! 2011のDREAMバンタム級世界トーナメント準決勝でホドルフォ・マルケス・ディニスに3-0の判定勝ち。決勝ではアントニオ・バヌエロスをパウンドでTKO勝ちを収め優勝を果たし、2階級制覇となる初代DREAMバンタム級王座に認定された。

### ONE Championship
UFCより、地元カナダで開催されるUFC 149でローラン・デロームと対戦予定と発表があったが、後日ビビアーノ本人が自身のFacebookでこれを否定。その後ズッファ社長のダナ・ホワイトもビビアーノと契約を交わしていない事を認める発言をした。その後、東南アジアを中心に活躍するONE FCと契約を交わした事が発表された。
2012年8月31日、ONE FC初参戦となったONE FC 5でグスタヴォ・ファルシローリと対戦し、判定勝ち。
2012年12月31日、DREAM.18 & GLORY 4に出場し63kg契約で前田吉朗と対戦。流れるような寝技の展開の中で三角絞めを極め、一本勝ち。

#### ONE世界王座獲得
2013年5月31日、ONE FC 9: Rise to PowerのONE世界バンタム級暫定王座決定戦で岡嵜康悦と対戦し、判定勝ちを収め王座獲得に成功した。
2013年10月18日、ONE FC 11: Total DominationのONE世界バンタム級王座統一戦で正規王者キム・スーチョルと対戦し、判定勝ちを収め王座統一に成功した。
2014年5月2日、ONE FC 15: Rise of HeroesのONE世界バンタム級タイトルマッチで挑戦者の上田将勝と対戦し、3-0の判定勝ちを収め王座の初防衛に成功した。
2014年12月5日、ONE FC 23: Warrior's WayのONE世界バンタム級タイトルマッチで挑戦者のキム・デファンと対戦し、リアネイキドチョークで一本勝ちを収め2度目の王座防衛に成功した。
2015年7月18日、ONE Championship 29: Kingdom of WarriorsのONE世界バンタム級タイトルマッチでCWFCバンタム級王者のトニ・タウルと対戦し、パンチでKO勝ちを収め3度目の王座防衛に成功した。
2016年1月23日、ONE Championship 37: Dynasty of ChampionsのONE世界バンタム級タイトルマッチで挑戦者のケビン・ベリンゴンと対戦し、キムラロックで一本勝ちを収め4度目の王座防衛に成功した。
2016年12月2日、ONE Championship 50: Age of DominationのONE世界バンタム級タイトルマッチで挑戦者のリース・マクラーレンと対戦し、2−1の判定勝ちを収め5度目の王座防衛に成功した。
2017年8月5日、ONE Championship 57: Kings & ConquerorsのONE世界バンタム級タイトルマッチで挑戦者のアンドリュー・レオーネと対戦し、リアネイキドチョークで一本勝ちを収め6度目の王座防衛に成功した。
2018年3月24日、ONE Championship: Iron WillのONE世界バンタム級タイトルマッチで挑戦者のマーティン・ニューイェンと対戦し、2−1の判定勝ちを収め7度目の王座防衛に成功した。
2018年11月9日、ONE Championship: Heart of the LionのONE世界バンタム級タイトルマッチで挑戦者のケビン・ベリンゴンと対戦し、1-2の判定負けを喫し王座陥落した。8年ぶりの敗戦となった。
2019年3月31日、ONE Championship: A New EraのONE世界バンタム級タイトルマッチで王者のケビン・ベリンゴンに挑戦し、反則の後頭部への肘打ちを受けてダメージで試合を続行することができなくなり、反則勝ちを収め王座の獲得に成功した。
2019年10月13日、ONE Championship: Century Part 2のONE世界バンタム級タイトルマッチで挑戦者のケビン・ベリンゴンと対戦し、リアネイキドチョークで一本勝ちを収め王座の初防衛に成功した。

#### 世界王座陥落
2022年3月11日、ONE Championship: Lights OutのONE世界バンタム級タイトルマッチでバンタム級ランキング1位の挑戦者ジョン・リネカーと対戦し、左フックで2RKO負け。王座から陥落した。
2022年11月19日、ONE on Prime Video 4にてマーク・ステファン・ロマンと対戦し、判定負け。

#### 現役引退
2025年2月13日、フェルナンデスは居住地カナダの放送局CBCのインスタグラムで同日に投稿された動画でONE 171: Qatarでのケビン・ベリンゴン戦を最後に現役を引退することを発表した。引退についてフェルナンデスは「僕は5度、柔術世界選手権を制した。いま自分のジム（Flash Academy Martial Arts）を持ち、多くの生徒たちがいる。そして毎年、生徒たちの面倒を見ている。僕は旅に出ることが多いし、新しいチャンピオンのために柔術やMMAの知識を蓄える時期だと思うんだ」「今、多くの人が僕のことを“ファイター”と呼んでいるけど、MMAだけが生き方というわけではない。次の世代のためにどうやって情報を吸収し、知識を伝えるか、それを理解することが大切だ。多くの場合、人は簡単に諦めてしまう。僕はいつも、“決して諦めないで、常に動き続けなさい”と教えている。次に何が起こるか分からない──MMAがそう僕の人生を変えたんだ。そうやって、次の人たちや次の世代、次の週のために、過去の知識を生かしていくんだ」と語った。
2025年2月20日、ONE 171: Qatarで現役引退試合としてケビン・ベリンゴンと5度目の再戦に臨み、2-1の判定勝ちを収め有終の美を飾った。

#### ONE殿堂入り
2025年3月23日、ONE 172でフェルナンデスのONE殿堂入りセレモニーが行われ、デメトリアス・ジョンソンに次ぐ史上2人目のONE殿堂入りを果たした。

## 人物・エピソード
- 現在はカナダの国籍を取得してバンクーバーに移住しており、シアトルが近いことからマット・ヒュームのAMCパンクレイションでも練習している[8][9]。

## 戦績

### 総合格闘技
| 総合格闘技 戦績 | 総合格闘技 戦績 | 総合格闘技 戦績 | 総合格闘技 戦績 | 総合格闘技 戦績 | 総合格闘技 戦績 | 総合格闘技 戦績 |
| --------------- | --------------- | --------------- | --------------- | --------------- | --------------- | --------------- |
| 31 試合         | (T)KO           | 一本            | 判定            | その他          | 引き分け        | 無効試合        |
| 25 勝           | 2               | 9               | 13              | 1               | 0               | 0               |
| 6 敗            | 2               | 0               | 4               | 0               | 0               | 0               |

| 勝敗 | 対戦相手                       | 試合結果                         | 大会名                                                                        | 開催年月日     |
| ○    | ケビン・ベリンゴン             | 5分3R終了 判定2-1                | ONE 171: Qatar                                                                | 2025年2月20日  |
| ×    | マーク・ステファン・ロマン     | 5分3R終了 判定0-3                | ONE on Prime Video 4: Abbasov vs. Lee                                         | 2022年11月19日 |
| ×    | ジョン・リネカー               | 2R 3:40 KO（左フック）           | ONE Championship: Lights Out 【ONE世界バンタム級タイトルマッチ】              | 2022年3月11日  |
| ○    | ケビン・ベリンゴン             | 2R 2:16 リアネイキドチョーク     | ONE Championship: Century Part 2 【ONE世界バンタム級タイトルマッチ】          | 2019年10月13日 |
| ○    | ケビン・ベリンゴン             | 3R 3:40 失格（後頭部への肘打ち） | ONE Championship: A New Era 【ONE世界バンタム級タイトルマッチ】               | 2019年3月31日  |
| ×    | ケビン・ベリンゴン             | 5分5R終了 判定1−2                | ONE Championship: Heart of the Lion 【ONE世界バンタム級タイトルマッチ】       | 2018年11月9日  |
| ○    | マーティン・ニューイェン       | 5分5R終了 判定2−1                | ONE Championship: Iron Will 【ONE世界バンタム級タイトルマッチ】               | 2018年3月24日  |
| ○    | アンドリュー・レオーネ         | 1R 1:47 リアネイキドチョーク     | ONE Championship 57: Kings & Conquerors 【ONE世界バンタム級タイトルマッチ】   | 2017年8月5日   |
| ○    | リース・マクラーレン           | 5分5R終了 判定2−1                | ONE Championship 50: Age of Domination 【ONE世界バンタム級タイトルマッチ】    | 2016年12月2日  |
| ○    | ケビン・ベリンゴン             | 1R 4:04 キムラロック             | ONE Championship 37: Dynasty of Champions 【ONE世界バンタム級タイトルマッチ】 | 2016年1月23日  |
| ○    | トニ・タウル                   | 3R 1:02 KO（パンチ）             | ONE Championship 29: Kingdom of Warriors 【ONE世界バンタム級タイトルマッチ】  | 2015年7月18日  |
| ○    | キム・デファン                 | 2R 1:16 リアネイキドチョーク     | ONE FC 23: Warrior's Way 【ONE世界バンタム級タイトルマッチ】                  | 2014年12月5日  |
| ○    | 上田将勝                       | 5分5R終了 判定3-0                | ONE FC 15: Rise of Heroes 【ONE 世界バンタム級タイトルマッチ】                | 2014年5月2日   |
| ○    | キム・スーチョル               | 5分5R終了 判定3-0                | ONE FC 11: Total Domination 【ONE世界バンタム級王座統一戦】                   | 2013年10月18日 |
| ○    | 岡嵜康悦                       | 5分5R終了 判定3-0                | ONE FC 9: Rise to Power 【ONE世界バンタム級暫定王座決定戦】                   | 2013年5月31日  |
| ○    | 前田吉朗                       | 1R 1:46 三角絞め                 | DREAM.18 & GLORY 4 〜大晦日 SPECIAL 2012〜                                    | 2012年12月31日 |
| ○    | グスタヴォ・ファルシローリ     | 5分3R終了 判定3-0                | ONE FC 5: Pride of a Nation                                                   | 2012年8月31日  |
| ○    | アントニオ・バヌエロス         | 1R 1:11 TKO（右フック→パウンド） | 元気ですか!! 大晦日!! 2011 【バンタム級世界トーナメント 決勝】                | 2011年12月31日 |
| ○    | ホドルフォ・マルケス・ディニス | 5分2R終了 判定3-0                | 元気ですか!! 大晦日!! 2011 【バンタム級世界トーナメント 準決勝】              | 2011年12月31日 |
| ○    | 大塚隆史                       | 1R 0:41 チョークスリーパー       | DREAM.17 【バンタム級世界トーナメント 1回戦】                                 | 2011年9月24日  |
| ×    | 高谷裕之                       | 3R（10分/5分/5分）終了 判定0-3   | Dynamite!! 〜勇気のチカラ2010〜 【DREAMフェザー級タイトルマッチ】             | 2010年12月31日 |
| ○    | ヨアキム・ハンセン             | 2R（10分/5分）終了 判定2-1       | DREAM.13 【DREAMフェザー級タイトルマッチ】                                    | 2010年3月22日  |
| ○    | 高谷裕之                       | 2R（10分/5分）終了 判定2-1       | DREAM.11 フェザー級グランプリ2009 決勝戦 【フェザー級グランプリ 決勝】        | 2009年10月6日  |
| ○    | ジョー・ウォーレン             | 1R 0:42 腕ひしぎ十字固め         | DREAM.11 フェザー級グランプリ2009 決勝戦 【フェザー級グランプリ 準決勝】      | 2009年10月6日  |
| ○    | 今成正和                       | 2R（10分/5分）終了 判定3-0       | DREAM.9 フェザー級グランプリ2009 2nd ROUND 【フェザー級グランプリ 2回戦】     | 2009年5月26日  |
| ○    | 大塚隆史                       | 2R（10分/5分）終了 判定3-0       | DREAM.7 フェザー級グランプリ2009 開幕戦 【フェザー級グランプリ 1回戦】        | 2009年3月8日   |
| ○    | レン・タム                     | 1R 0:58 三角絞め                 | Raw Combat: Redemption 【Raw Combatフェザー級王座決定戦】                     | 2008年10月25日 |
| ○    | フアン・バッハンテス           | 5分3R終了 判定3-0                | Raw Combat: Resurrection                                                      | 2008年6月20日  |
| ×    | 山本"KID"徳郁                  | 5分3R終了 判定0-3                | HERO'S 2007 ミドル級世界王者決定トーナメント決勝戦                            | 2007年9月17日  |
| ×    | ユライア・フェイバー           | 1R 4:16 TKO（ドクターストップ）  | KOTC: All Stars 【KOTC世界バンタム級タイトルマッチ】                          | 2006年10月28日 |
| ○    | ルイス・フィゴラ               | 1R 0:31 チョークスリーパー       | Jungle Fight 3                                                                | 2004年10月23日 |

### 柔術
| 勝敗 | 対戦相手               | 試合結果                                | 大会名                                                       | 開催年月日    |
| ○    | 勝村周一朗             | 1R 三角絞め                             | ブドーチャレンジ 【60kg未満級 決勝】                         | 2006年5月26日 |
| ○    | エドワード・サンチェス | 2R 三角絞め                             | ブドーチャレンジ 【60kg未満級 1回戦】                        | 2006年5月26日 |
| ○    | 植松直哉               | 10分終了 ポイント5-0/アドバンテージ1-0  | プロ柔術 Gi-06 【Giペナ級ワールドカップトーナメント 決勝】   | 2005年4月10日 |
| ○    | 小室宏二               | 9:02 反則                               | プロ柔術 Gi-06 【Giペナ級ワールドカップトーナメント 準決勝】 | 2005年4月10日 |
| ○    | 福住慎祐               | 10分終了 ポイント19-0/アドバンテージ1-0 | プロ柔術 Gi-06 【Giペナ級ワールドカップトーナメント 2回戦】  | 2005年4月9日  |
| ○    | 廣瀬貴行               | 6:55 送り襟絞め                         | プロ柔術 Gi-06 【Giペナ級ワールドカップトーナメント 1回戦】  | 2005年4月9日  |

## 獲得タイトル
- 世界柔術選手権 黒帯プルーマ級 優勝（2003年）
- 世界柔術選手権 黒帯プルーマ級 準優勝（2004年）
- 世界柔術選手権 黒帯プルーマ級 優勝（2005年）
- 世界柔術選手権 黒帯プルーマ級 優勝（2006年）
- プロ柔術 Gi-06 Giペナ級ワールドカップトーナメント 優勝（2005年）
- ブドーチャレンジ 60kg未満級 優勝（2005年）
- Raw Combatフェザー級王座（2008年）
- DREAMフェザー級グランプリ2009 優勝（2009年）
- 初代DREAMフェザー級王座（2009年）
- DREAMバンタム級世界トーナメント 優勝（2011年）
- 初代DREAMバンタム級王座（2011年）
- ONE FC世界バンタム級暫定王座（2013年）
- 第2代ONE世界バンタム級王座（2013年）
- 第4代ONE世界バンタム級王座（2019年）